# Carlota Pérez
Carlota Perez (em castelhano:  Carlota Pérez; (Caracas, 20 de setembro de 1939) é uma estudiosa anglo-venezuelana especializada em tecnologia e desenvolvimento socioeconômico. Ela pesquisa o conceito de Mudanças de Paradigmas Tecnoeconômicos e a teoria das grandes ondas, um desenvolvimento adicional do trabalho de Schumpeter sobre as ondas de Kondratieff. Em 2012 ela foi premiada com a Medalha de Prata Kondratieff pela International ND Kondratieff Foundation e em 2021 ela foi premiada com um Doutorado Honorário pela Universidade de Utrecht. Seu livro de 2002, Technological Revolutions and Financial Capital foi selecionado com outros três como um dos livros essenciais nos temas econômico, social e ambiental para entender o século passado.

## Carreira
Perez é atualmente Professora Honorária do Institute for Innovation and Public Purpose (IIPP) da University College London; Professora honorária do SPRU, Universidade de Sussex; e Professor Adjunto de Tecnologia e Desenvolvimento Socioeconômico na Tallinn University of Technology (TalTEch), Tallinn, Estônia. Ela também é acadêmica residente na Anthemis UK. De 2013 a 2016 foi Professora Centennial na London School of Economics. Antes disso, ela foi afiliada ao CERF (Cambridge Endowment for Research in Finance) e à Judge Business School da Universidade de Cambridge. Ela regularmente dá palestras em outras universidades ao redor do mundo.
Sua carreira começou na Universidade Central da Venezuela, onde estudou as causas estruturais da crise energética em meados dos anos 1970. Depois seguiu para o serviço público no Instituto de Comércio Exterior trabalhando com os aspectos tecnológicos do Diálogo Norte-Sul (1975 –1977). Como Diretora (e fundadora) de Tecnologia do Ministério da Indústria (1980–1983), ela criou a primeira agência de capital de risco, a FINTEC. Ela foi consultora da maioria das principais empresas públicas e privadas da Venezuela, em particular da INTEVEP, a afiliada de Pesquisa e Desenvolvimento da PDVSA, a empresa nacional de petróleo.
Como consultora internacional, trabalhou para várias organizações multilaterais, incluindo OCDE, Conferência das Nações Unidas sobre Comércio e Desenvolvimento, UNESCO, Organização das Nações Unidas para o Desenvolvimento Industrial, Programa das Nações Unidas para o Desenvolvimento, Pacto Andino e Banco Mundial. Ela também atuou como consultora para grandes corporações (incluindo IBM, Ericsson, Telefónica, Cisco, Sogeti, ING Bank e a cooperativa Mondragon), associações industriais, ministérios e conselhos da indústria, Ciência e Tecnologia, institutos de P&D e bancos de desenvolvimento em vários países na América Latina e em outras regiões (notadamente Canadá, Noruega e Estônia). Vários elementos da Estratégia de Lisboa da União Europeia foram baseados em seu trabalho e, em 2015, ela foi presidente do Grupo de Especialistas Horizonte 2020 da Comissão Europeia para Crescimento Verde e Empregos.

## Teoria
Carlota Perez é uma neo-schumpeteriana e teve Christopher Freeman como seu mentor e marido (a partir de 2007), com quem colaborou estreitamente. Seus artigos, desde a década de 1980, contribuíram para o entendimento atual da relação entre inovações básicas, mudança técnica e institucionais e desenvolvimento econômico. Seu livro de 2002 , Technological Revolutions and Financial Capital, teve uma resposta muito positiva de acadêmicos, bem como das comunidades financeiras e de negócios baseados em tecnologia. Foi traduzido para chinês, coreano, russo e espanhol. O livro contribuiu para uma compreensão schumpeteriana da ligação entre inovação e a dinâmica financeira. Nele, Perez, apresenta cinco revoluções tecnológicas que seguem um padrão semelhante de explosão, colapso e, com sorte, renovação.

[The early decades are] a time of innovation for production capital; the new paradigm opens vast opportunities for new products, processes and services as well as for rejuvenating the old. It is also – and especially – the time of fast development of the infrastructure of the new paradigm, which facilitates a host of other related innovations. So during this period, financial capital generates a powerful magnet to attract investment into the new areas, hence accelerating the hold of the paradigm on what becomes the 'new economy'. Financial capital then acts as the agent of massive creative destruction.
[...]
In a world of capital gains, real estate bubbles and foreign adventures with money, all notion of the real value of anything is lost. Uncontrollable asset inflation sets in while debt mount at a reckless rhythm; much of it to enter the casino.
[After the bubbles collapse and recessions set in, government steps in to regulate and foster] the recoupling of financial and production capital […] When this is effectively achieved, innovation and growth can take place across the whole productive spectrum and financial wealth may take its share in the profits in what is clearly a positive sum game. Less harmonious frameworks […] rather than a golden age, a gilded age), still under the aegis of financial capital, can occur, maintaining some of the previous tensions.— Carlota Perez Technological Revolutions and Financial Capital, p. 75-6
Desde a década de 2010, Perez vem estudando o papel histórico do estado em revoluções anteriores que trouxeram épocas de ouro como o boom vitoriano, a Belle Epoque e a prosperidade do pós-guerra. Ela identificou a importância de dar direcionalidade ao potencial tecnológico instalado nas primeiras décadas de cada revolução e do papel da mudança de estilos de vida na criação de novos empregos. Ela agora propõe que a direção deve ser um crescimento inteligente, verde, justo e global para desencadear uma era de ouro sustentável global da revolução da informação
Em 2000, Perez co-fundou o The Other Canon, um centro e rede de pesquisa em economia heterodoxa, com - entre outros - o principal fundador e presidente executivo Erik Reinert. Tendo colaborado com Mariana Mazzucato na última década, ela foi a Professora Honorária fundadora do novo Institute for Innovation and Public Purpose de Mazzucato na UCL, Inglaterra, onde ela faz pesquisas e dá palestras nos programas de Mestrado em Administração Pública.
Mudanças de paradigma tecno-econômico
Em seu livro de 2002, Revoluções Tecnológicas e Capital Financeiro, Carlota Perez explica sua teoria sobre mudanças de paradigma tecno-econômico que giram em torno de revolução tecnológica, inovação técnica, economia e finanças e sociedade. Mudanças de paradigma tecno-econômico são trazidas pela revolução tecnológica. Perez define a revolução tecnológica como um agrupamento poderoso e altamente visível de tecnologias, produtos e indústrias novas e dinâmicas, capazes de provocar uma reviravolta em todo o tecido da economia e impulsionar uma onda de desenvolvimento de longo prazo. Toda vez que ocorre uma revolução tecnológica, também ocorre uma substituição massiva de um conjunto de tecnologias por outro. Pode ser uma substituição por meio de modernizações de equipamentos, processos e formas de operação existentes. Cada revolução tecnológica incluíu mudanças nas pessoas, na forma como as organizações eram administradas e quais novas habilidades eram necessárias. Cada revolução tecnológica quebrava velhos hábitos.
Os paradigmas tecno-econômicos consistem em duas partes. É uma melhor prática 'econômica' porque cada transformação tecnológica traz consigo uma grande mudança na estrutura de preços relativos que orienta os agentes econômicos para o uso intensivo de novos insumos e tecnologias mais potentes. É um 'paradigma' porque define o modelo e o território para a prática inovadora 'normal', prometendo sucesso para aqueles que seguem os princípios encarnados nas indústrias centrais da revolução. Cada revolução tecnológica vem com novas indústrias, produtos e infraestruturas que ajudam a moldar o novo conjunto de práticas inovadoras (paradigmas tecnoeconômicos) que, por sua vez, ajudam diferentes partes interessadas a tomar melhores decisões durante o período de tempo em que o conjunto de tecnologias é relevante. É um modelo de melhores práticas para aplicar uma determinada revolução tecnológica da maneira mais eficaz e, quando adotado pela maioria, torna-se um senso comum ou uma nova base normal para organizar atividades e instituições.
Aspectos sociais e financeiros das mudanças de paradigma tecnoeconômico
Para que o paradigma tecnoeconômico entre em vigor, é preciso que ocorram mudanças no cerne da sociedade. A nova tecnologia que vem com a revolução tecnológica tem que ser aceita pela sociedade. Os novos produtos, os novos serviços têm que ter consumidores e usuários, sem eles a tecnologia inovadora não tomaria conta e se tornaria uma revolução tecnológica que precisa de um novo conjunto de regras e bases de bom senso para organizar as atividades. As mudanças na tecnologia acabarão por trazer mudanças na governança, na sociedade, nas ideologias e na cultura, incluirão mudanças nos marcos regulatórios que afetam os mercados e as atividades econômicas, redesenharão muitas instituições (organizações governamentais, empresas), haverá uma necessidade de novos regulamentos financeiros e educação. A sociedade se opõe ao novo conjunto de regras e maneiras de fazer as coisas, mesmo que tenham sido recebidas como um novo conjunto brilhante de oportunidades porque é reconhecida como uma ameaça à maneira estabelecida de fazer as coisas na sociedade, nas empresas e nas instituições. As mudanças são mais rápidos na economia porque lá os lucros e o crescimento estão impulsionando a mudança, e não é o caso dentro da sociedade. O bloqueio é causado pela rotina, ideologia e interesses escusos e isso leva tempo para mudar. As tensões sociais são ainda multiplicadas por grandes custos sociais na forma de perda de empregos e habilidades, bem como a transferência de operações de um lugar para outro.
Um importante ator para que a revolução tecnológica aconteça e o novo paradigma tecnoeconômico se instale são as finanças. As revoluções tecnológicas acontecem quando algo pode ser feito de maneira mais simples e custo-eficiente com o objetivo de gerar mais dinheiro. Alguém tem que ter dinheiro suficientemente disponível para investir em novas tecnologias que quebrem rotinas e promovem mudanças radicais. Alguém tem que ver nisso uma oportunidade de lucrar muito e colocar o dinheiro para testar o processo, lançar um produto ou expandir a produção. Empresas grandes e estabelecidas estão mais dispostas a investir em seus próprios processos e inovação, o que não tem um impacto tão grande ou uma mudança radical na forma como fazemos as coisas.